# Dendrobeania formosissima
Dendrobeania formosissima är en mossdjursart som beskrevs av Jean-Loup d'Hondt 1983. Dendrobeania formosissima ingår i släktet Dendrobeania och familjen Bugulidae. Inga underarter finns listade i Catalogue of Life.